# Сальников, Алексей Борисович
Алексе́й Бори́сович Са́льников (род. 7 августа 1978, Тарту, ЭССР, СССР) — русский писатель и поэт. Лауреат премии Национальный бестселлер (2018).

## Биография
Родился в 1978 году в городе Тарту Эстонской ССР.
С 1984 года живёт на Урале, в Свердловской области: сначала в посёлке Горноуральский Пригородного района, в Нижнем Тагиле, с 2005 года — в Екатеринбурге. Окончил два курса сельскохозяйственной академии, проучился один семестр у Юрия Казарина на факультете литературного творчества Екатеринбургского театрального института. Ученик поэта и педагога Евгения Туренко — организатора нижнетагильской литературной жизни.
Дебютировал как поэт. Публиковался в «Литературной газете», журналах «Уральская новь», «Воздух», «Урал», альманахе «Вавилон», выпусках антологии «Современная уральская поэзия». Как отмечал Василий Чепелев, именно опыт Сальникова-поэта лежит в основе последующего успеха Сальникова-прозаика.
Всероссийскую известность получил с выходом романа «Петровы в гриппе и вокруг него» (2016), удостоенного приза критического жюри литературной премии НОС.

Пишет Сальников как, пожалуй, никто другой сегодня, а именно — свежо, как первый день творения. На каждом шагу он выбивает у читателя почву из-под ног, расшатывает натренированный многолетним чтением «нормальных» книг вестибулярный аппарат. Все случайные знаки, встреченные гриппующими Петровыми в их болезненном полубреду, собираются в стройную конструкцию без единой лишней детали. Из всех щелей начинает сочиться * такая развеселая хтонь и инфернальная жуть, что Мамлеев с Горчевым дружно пускаются в пляс, а Гоголь с Булгаковым аплодируют.
— Галина Юзефович

Весь роман — это зарисовка нескольких дней из жизни автослесаря Петрова. Звучит уже пародийно. Но по большому счёту вся современная жизнь — это пародия на жизнь, когда человечеству не жарко и не холодно, а тепло. «Он даже вспомнил фразу из Евангелия, которая каждый раз коробила, когда её упоминали, про людей, которые не холодны и не горячи, а теплы. Петров иногда ожидал, что её закончат таким образом: „Потому что вы не холодны, не горячи, а просто мудаки“. Он не любил эту фразу, потому что она была про него». В этой цитате можно обнаружить центральную линию романа — дать глубокие философские идеи через простой бытовой язык, который всегда насыщен юмором. А юмор — это способность языка обнаружить в жизни противоречия.
— Михаил Стригин. Журнал «ПРОЛИТКУЛЬТ»

## Премии
- 2005 — Литературренген (главная номинация)
- 2018 — НОС (Приз критического сообщества, «Петровы в гриппе и вокруг него»)
- 2018 — Национальный бестселлер (Роман, «Петровы в гриппе и вокруг него»)
- 2023 — Большая книга (третья премия, роман «Оккульттрегер»)

## Адаптации
В 2019 г. режиссёр Кирилл Серебренников снял по роману Сальникова фильм «Петровы в гриппе». Также по мотивам романа поставлены спектакли:
- в Центре современной драматургии (г. Екатеринбург), режиссёр Антон Бутаков, премьера 15 ноября 2019 г.;
- в Гоголь-центре (г. Москва), режиссёр Антон Фёдоров, премьера 17 января 2020 г.